# Sommer-Paralympics 2012/Teilnehmer (Angola)
| stlisierte Goldmedaille | stlisierte Silbermedaille | stlisierte Bronzemedaille |
| ----------------------- | ------------------------- | ------------------------- |
| 1                       | —                         | 1                         |

Angola entsandte zu den Paralympischen Sommerspielen 2012 in London vier Sportler –  zwei Frauen und zwei Männer.

## Medaillen

### Medaillenspiegel
| Medaillenspiegel Algerien |                |                              |                           |                           |        |
| Platz                     | Sportart       | Goldmedaille – Olympiasieger | Silbermedaille – 2. Platz | Bronzemedaille – 3. Platz | Gesamt |
| 1                         | Leichtathletik | 01                           | 0                         | 01                        | 2      |
| Total                     | Total          | 1                            | 0                         | 1                         | 2      |

### Medaillengewinner

#### Gold
| Name                | Sportart       | Wettkampf          |
| ------------------- | -------------- | ------------------ |
| Jose Sayovo Armando | Leichtathletik | 400 m Männer – T11 |

#### Bronze
| Name                | Sportart       | Wettkampf          |
| ------------------- | -------------- | ------------------ |
| Jose Sayovo Armando | Leichtathletik | 200 m Männer – T11 |

## Teilnehmer nach Sportart

### Leichtathletik
| Athleten                  | Wettbewerb         | Vorlauf / Vorkampf | Vorlauf / Vorkampf | Halbfinale   | Halbfinale | Finale       | Finale | Rang   |
| Athleten                  | Wettbewerb         | Zeit / Weite       | Rang               | Zeit / Weite | Rang       | Zeit / Weite | Rang   | Rang   |
| ------------------------- | ------------------ | ------------------ | ------------------ | ------------ | ---------- | ------------ | ------ | ------ |
| Frauen                    |                    |                    |                    |              |            |              |        |        |
| Esperanca Gicaso          | 100 m Frauen – T11 | 12,98 s            | 2                  | –            | –          |              |        |        |
| Maria Gomes Da Silva      | 100 m Frauen – T11 | 13,57 m            | 3                  | –            | –          |              |        |        |
| Esperanca Gicaso          | 200 m Frauen – T11 | 28,45 s            | 2                  | –            | –          |              |        |        |
| Maria Gomes Da Silva      | 200 m Frauen – T11 | 27,60 s            | 2                  | 27,71 s      | 4          |              |        |        |
| Esperanca Gicaso          | 400 m Frauen – T12 | 1:07,57 min        | 2                  | –            | –          |              |        |        |
| Maria Gomes Da Silva      | 400 m Frauen – T12 | 1:01,78 min        | 2                  | 1:02,20 min  | 3          |              |        |        |
| Männer                    |                    |                    |                    |              |            |              |        |        |
| Jose Sayovo Armando       | 100 m Herren – T11 | 11,33 s            | 1                  | 11,32 s      | 1          | 11,36 s      | 4      | 4      |
| Octavio Angelo Dos Santos | 100 m Herren – T11 | 11,70 s            | 2                  | 11,59 s      | 4          |              |        |        |
| Jose Sayovo Armando       | 200 m Herren – T11 | 23,07 s            | 2                  | 22,84 s      | 1          | 52,04 s      | 3      | Bronze |
| Octavio Angelo Dos Santos | 200 m Herren – T11 | 24,31 s            | 3                  | –            | –          |              |        |        |
| Jose Sayovo Armando       | 400 m Herren – T11 | 52,04 s            | 1                  | –            | –          | 50,75 s      | 1      | Gold   |
| Octavio Angelo Dos Santos | 400 m Herren – T11 | 55,09 s            | 3                  | –            | –          |              |        |        |